# Amal Amjahid
Amal Amjahid (em árabe: أمل مجاهد, Bélgica, 28 de outubro de 1995) é uma grappler belga que representa seu país natal, a Bélgica, em jujutsu esportivo Federação Internacional de Ju-Jitsu (JJIF), na disciplina Ne-waza, e diferentes equipes profissionais (clubes de luta) em jiu-jitsu brasileiro (IBJJF, Federação de Jiu-Jitsu dos Emirados Árabes Unidos - UAEJJF ).

## Carreira
Amal começou a praticar jujutsu esportivo aos 7 anos em Bruxelas. Inicialmente, ela experimentou caratê, judô, taekwondo e boxe, que, segundo ela, “não a ajudaram contra adversários maiores” na escola. Dois meses após sua primeira aula de jiu-jitsu brasileiro (BJJ), começou a competir nas divisões feminina e masculina, muitas vezes participando de 8 a 9 lutas por torneio ainda na infância.
Aos 11 anos, em 2006, Amal completou um desafiador tour de bicicleta de aproximadamente 3.200 km da Bélgica ao Marrocos, após dois anos de preparação, pedalando 50 km diários para a escola e treinos, sob a orientação de seu treinador.
Sua família é originária do Marrocos. Ela pratica a variante de solo do ju-jitsu – jiu-jitsu brasileiro – na Academia CENS, sob a supervisão de seu treinador pessoal e padrasto, Khalid Houry. É vencedora dos World Games em Wrocław em 2017 e pentacampeã mundial individual (JJIF) – 2015, 2016, 2017, 2018, 2019 na disciplina Ne-waza (jiu-jitsu brasileiro).
Ela também participa de torneios profissionais de alto nível, frequentemente chamados de Campeonatos Mundiais ou Europeus, mas regulados por organizações esportivas privadas com fins lucrativos, como a IBJJF e a UAEJJF. Conquistou a faixa-preta em 2019. Como faixa-preta, venceu o Campeonato Europeu da IBJJF em 2019, como membro da equipe profissional Pat Academy BJJ.

## Carreira como faixa-preta
Amjahid foi promovida a faixa-preta por seu treinador (e futuro padrasto) Khalid Houry em 30 de junho de 2018.
No início de 2019, ela conquistou seu primeiro grande título como faixa-preta ao vencer o Campeonato Europeu da IBJJF na categoria peso-pena. Em 2020, garantiu seu segundo ouro faixa-preta no Europeu.
Ela mantém um recorde competitivo de 2–2 contra Amanda Monteiro em lutas nas categorias marrom/preta, obtendo uma vitória por finalização sobre Monteiro na final do Abu Dhabi World Pro de 2018, uma rara divisão mista marrom/preta.
Infelizmente, problemas de imigração nos EUA, em junho de 2018, impediram a entrada de seu treinador, forçando Amal a desistir do Campeonato Mundial da IBJJF como faixa-marrom, afirmando que competir sem ele era “impensável”.
Ela continua a competir ativamente nos circuitos da IBJJF e UAEJJF, incluindo eventos Grand Slam e o World Pro, com atividades recentes notáveis.

### Resultados
| World Games (IWGA + JJIF)                     | World Games (IWGA + JJIF)           | World Games (IWGA + JJIF) | World Games (IWGA + JJIF) | World Games (IWGA + JJIF) |
| Ano                                           | Lugar                               | Medalha                   | Modalidade                | Categoria                 |
| --------------------------------------------- | ----------------------------------- | ------------------------- | ------------------------- | ------------------------- |
| 2017                                          | Wrocław ( Polónia)                  | 1                         | Ne-waza                   | −55 kg                    |
| 2017                                          | Wrocław ( Polónia)                  | 1                         | Ne-waza                   | open                      |
| Ju-Jitsu World Championships (JJIF)           |                                     |                           |                           |                           |
| 2014                                          | Paris ( França)                     | 2                         | Ne-waza                   | −63 kg                    |
| 2015                                          | Bangkok ( Tailândia)                | 1                         | Ne-waza                   | −63 kg                    |
| 2016                                          | Wrocław ( Polónia)                  | 1                         | Ne-waza                   | −55 kg                    |
| 2017                                          | Bogota ( Colômbia)                  | 1                         | Ne-waza                   | −70 kg                    |
| 2018                                          | Malmö ( Suécia)                     | 1                         | Ne-waza                   | −55 kg                    |
| 2019                                          | Abu Dhabi ( Emirados Árabes Unidos) | 1                         | Ne-waza                   | −57 kg                    |
| Ju-Jitsu European Championships (JJEU + JJIF) |                                     |                           |                           |                           |
| 2015                                          | Almere ( Países Baixos)             | 1                         | Ne-waza                   | −63 kg                    |
| 2018                                          | Gliwice ( Polónia)                  | 1                         | Ne-waza                   | −70 kg                    |
| 2019                                          | Bucareste ( Roménia)                | 1                         | Ne-waza                   |                           |